# グレナディアガーズ

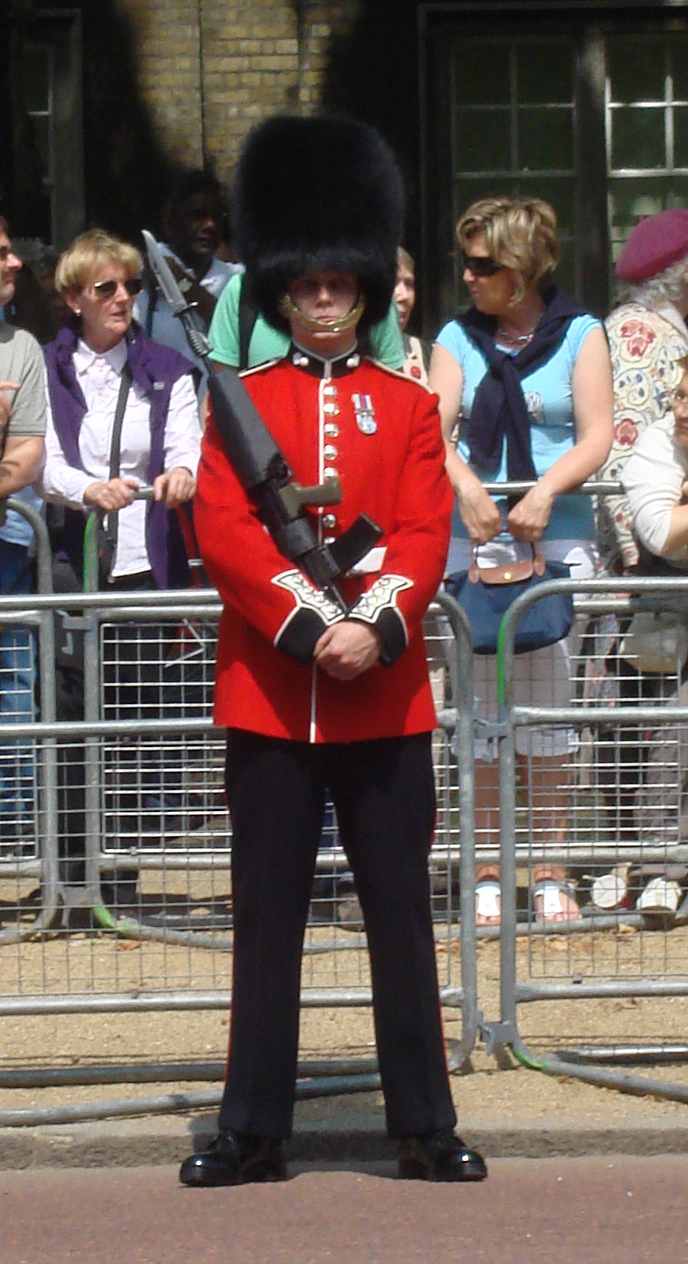
パレードの際沿道に立つグレナディアガーズ兵士。

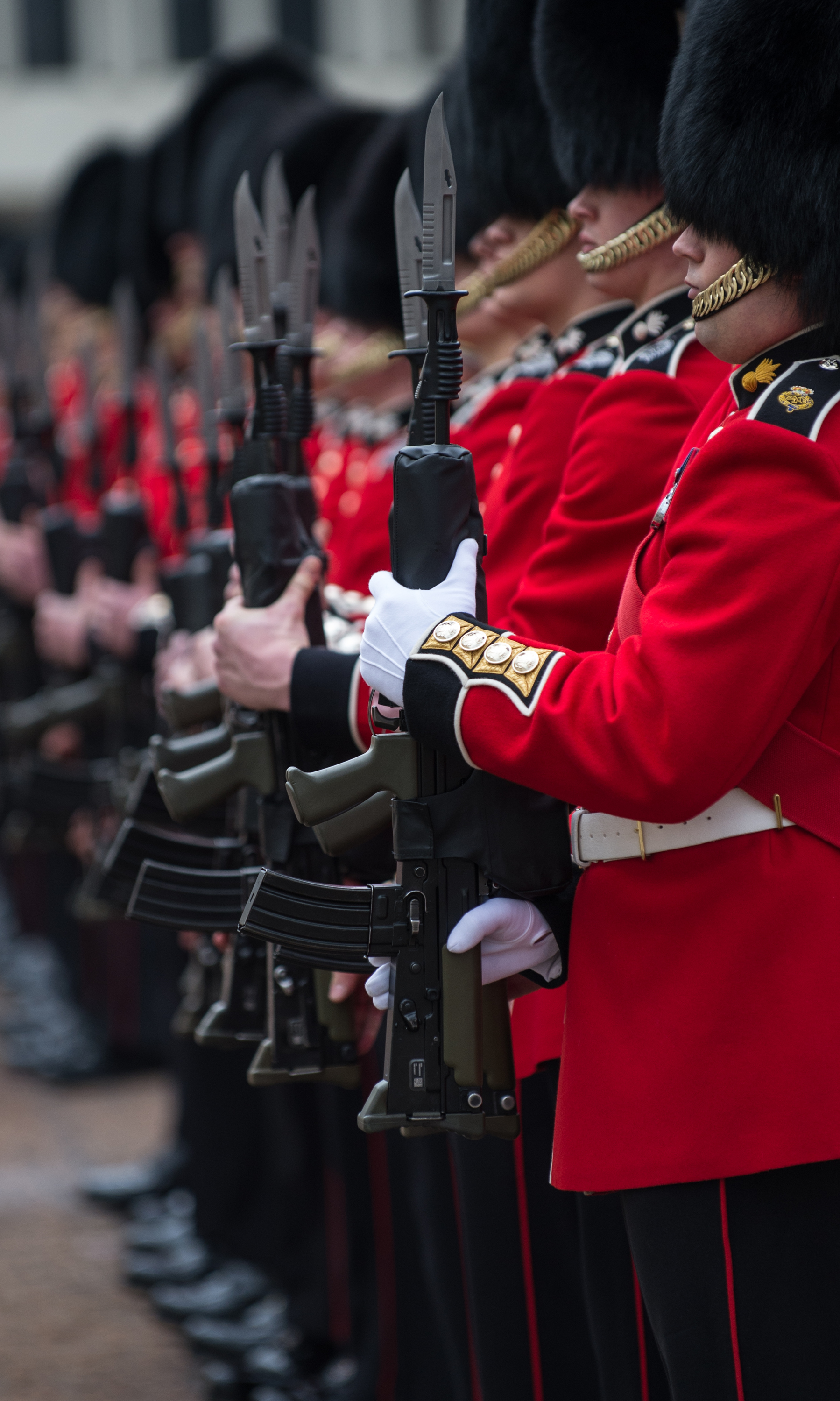
着剣捧げ銃の敬礼を行うグレナディアガーズ

グレナディアガーズ（Grenadier Guards）は、イングランドの近衛歩兵連隊（Foot Guards）。日本語では「擲弾兵近衛連隊」等と表記されることもある（#名称）。その起源は亡命中のイングランド王太子チャールズ（後のチャールズ2世）の下に護衛部隊が設立された1656年に遡り、以後ナポレオン戦争やクリミア戦争、第二次世界大戦、そしてイラク戦争に至るまで、イギリスが参戦した戦争の殆どに従軍している（#歴史）。

## 名称
Grenadier が擲弾兵を意味することから、「近衛擲弾兵連隊」或は「擲弾兵近衛連隊」等と訳されることも多いが、この「グレナディア」は兵種を示すものではなく、この部隊は「グレナディア」という名称の近衛歩兵連隊である。そのため、日本語では「グレナディア近衛歩兵連隊」、「グレナディア近衛連隊」、「近衛歩兵グレナディア連隊」等の表記も見られる。
ワーテルローの戦い（1815年）の功により「グレナディア」の名称が与えられる以前の連隊名は “First Guards” 或は “First Regiment of Foot Guards” であった。そして、同じ近衛歩兵連隊であるコールドストリームガーズとスコッツガーズが以前の”2nd Regiment of Foot Guards”、”3rd Regiment of Foot Guards”という名称を使用していないのに対し、グレナディアガーズは現在でも “The First or Grenadier Regiment of Foot Guards” の名称を併用している。従って、日本語で「第1近衛連隊」、「近衛第1連隊」、「近衛歩兵第1連隊」等と表記されている部隊もこの連隊である。

## 歴史

### ロード・ウェントワース近衛歩兵連隊

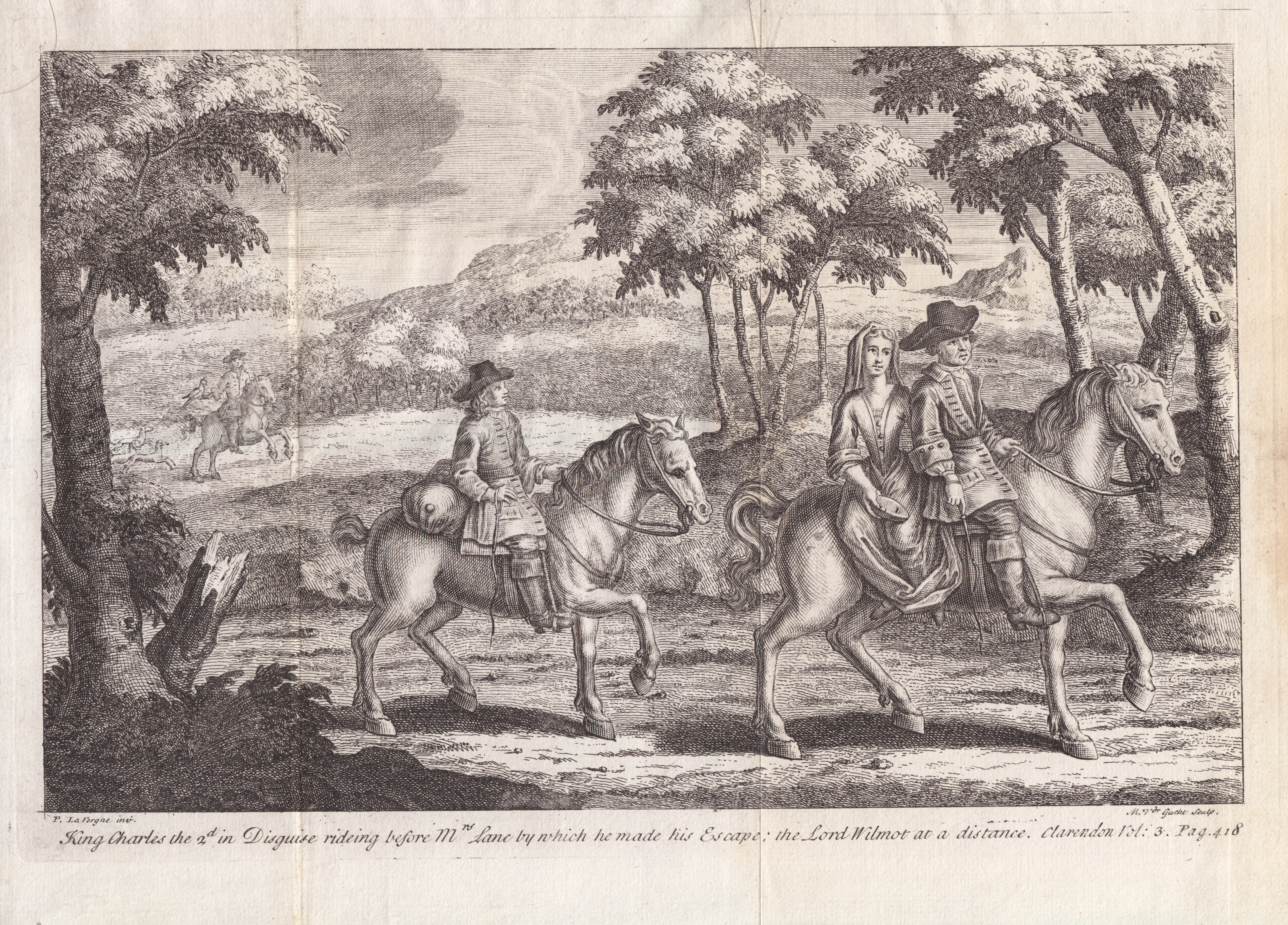
敗れて落ち延びるチャールズ2世

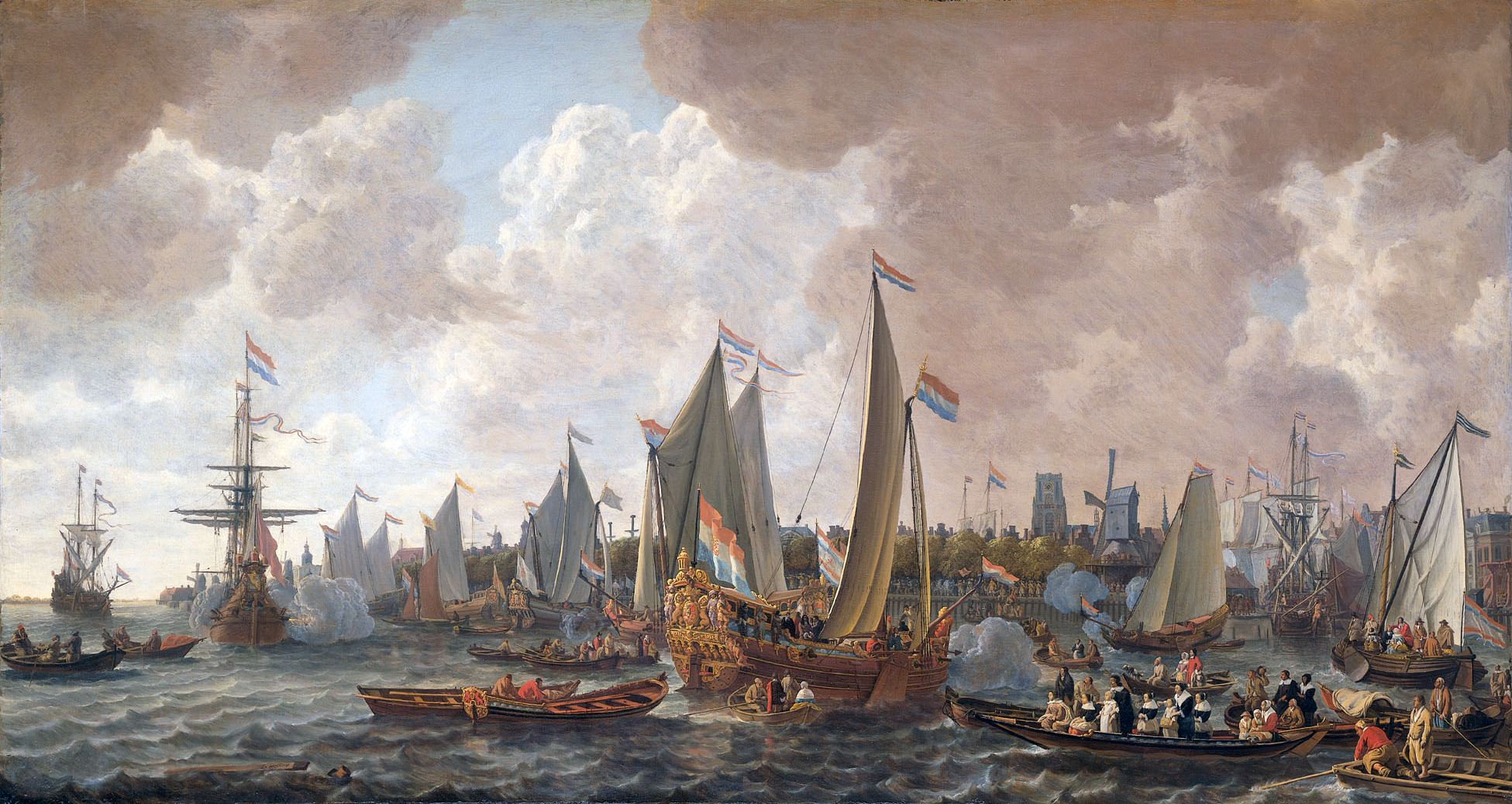
イングランド王位に就くためにロッテルダムを出港するチャールズ2世の艦隊。

グレナディアガーズの起源は、1656年5月にネーデルラントのブルッヘ（現在はベルギー領）で編成された、「ロード・ウェントワース近衛歩兵連隊」(Lord Wentworth's  Foot Guards／Royal Regiment of Guards)に遡る。
同連隊は、ピューリタン革命により大陸に亡命したチャールズ王太子（後のチャールズ2世）が第5代ウェントワース男爵トーマス・ウェントワース（Thomas Wentworth, 5th Baron Wentworth）に、自己の護衛隊として設立させた歩兵連隊であり、発足当初の人員は王太子に従って亡命していた王党派の男子から募られた。

### 近衛歩兵第一連隊

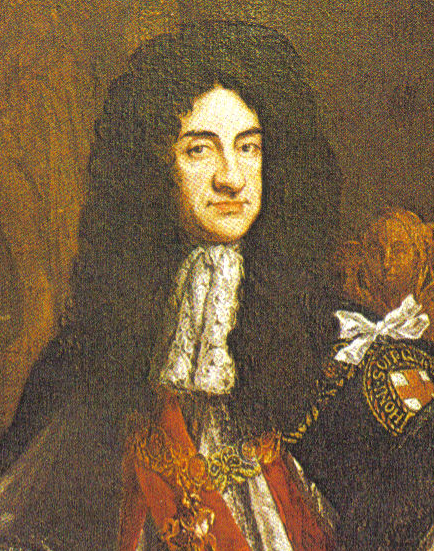
チャールズ2世

1660年、王政復古に伴いロード・ウェントワース連隊はチャールズ2世と共にイギリスへ帰還した。そして同年には2番目の王立近衛歩兵連隊として”ジョン・ラッセル近衛歩兵連隊”（(John Russell's  Foot Guards）が設立されている。1665年にウェントワース卿が死去すると、両連隊は統合されて近衛歩兵第一連隊（First Regiment of Foot Guards）となった。当時の兵力は24個中隊であった。その後、1678年には擲弾兵中隊が設置されている。
近衛歩兵第一連隊はその後英国が行った戦争の殆どに参加しており、海上が主な戦場であった英蘭戦争には、第二及び第三次の戦争に海兵隊として参加している。
イギリスの歩兵連隊で海上戦闘を経験している部隊は珍しくない。イギリスに艦上勤務を専門とする歩兵部隊である海兵隊自体が無かった第一次英蘭戦争には、イングランド共和国に属していたコールドストリームガーズ（当時の名称は”モンクの歩兵連隊”(Monck's Regiment of Foote)）が海上戦闘に加わっており、イギリスで初の海兵連隊である”デューク・オブ・ヨーク・アンド・アルバニー海上歩兵連隊”(Duke of York and Albany's Maritime Regiment of Foot)が、1664年にコールドストリームガーズ（当時の名称は”ロードジェネラル近衛歩兵連隊”(The Lord General's Regiment of Foot Guards)）から将兵を抽出して編成された後も、歩兵部隊が海上任務に就くことが度々あった。更に時代が下ったナポレオン戦争でも、第2及び69歩兵連隊が艦隊に配属されている。また逆に、第3、第30、第31、第32の4歩兵連隊は何れも海兵隊から一般の歩兵連隊に改編された部隊である。
そして、1680年には王政復古後のイギリス陸軍にとって初めての海外遠征であるタンジールにも派遣された。

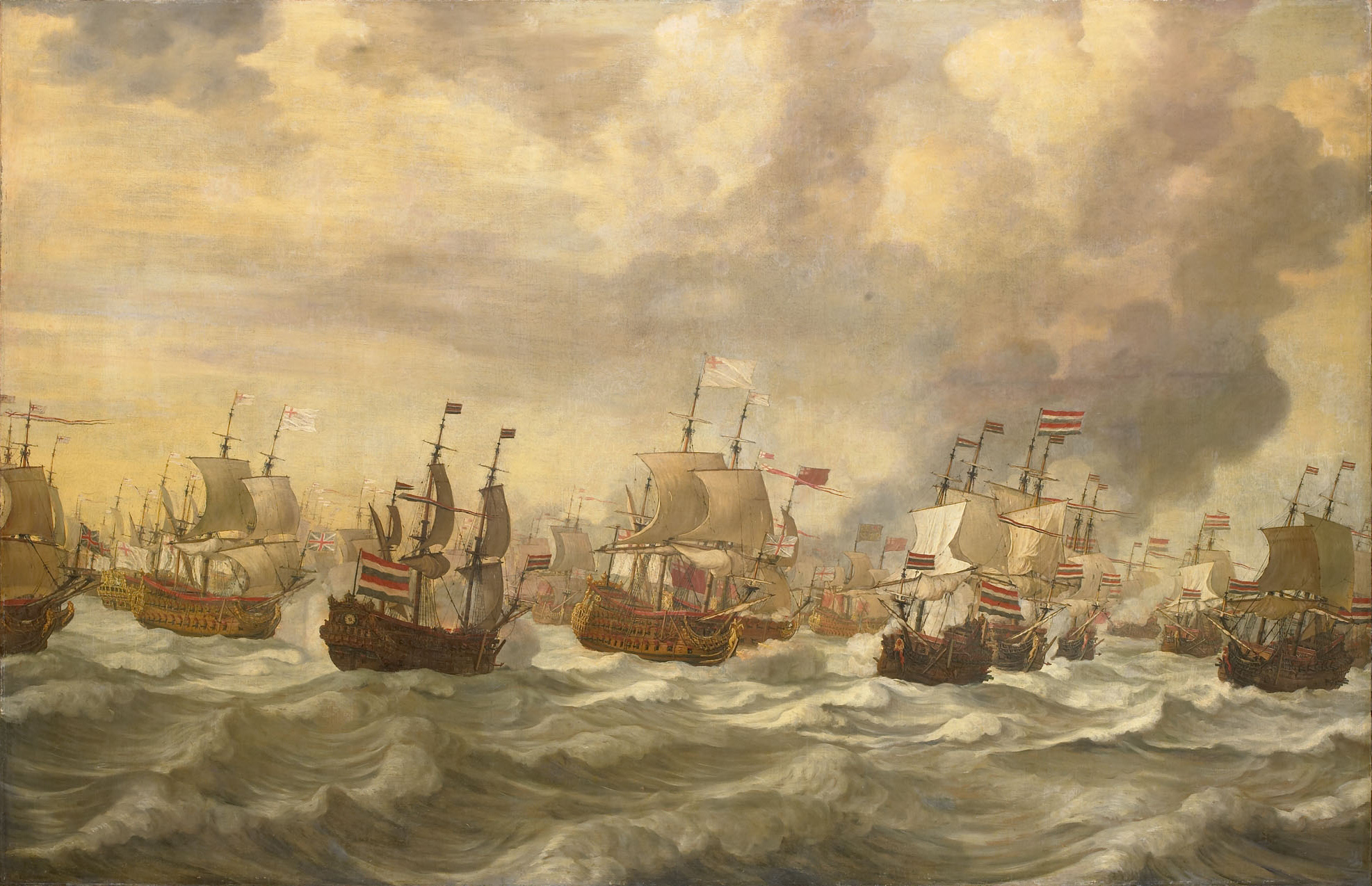
第二次英蘭戦争の四日海戦（Four Days Battle）

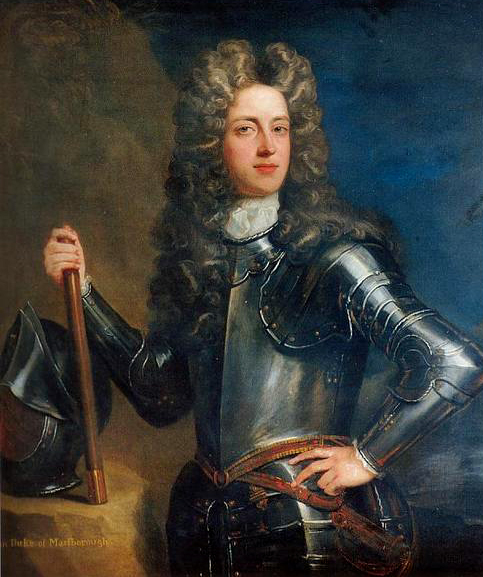
マールバラ公

スペイン継承戦争に於いては、初代マールバラ公ジョン・チャーチルの下で戦い、ラミイの戦い、アウデナールデの戦い及びマルプラケの戦いの勝利に貢献した。イギリス軍総司令官であるマールバラ公は、1667年に近衛歩兵第一連隊キングス中隊（King's Company）の少尉として軍歴をスタートさせた人物であり、当時は連隊長も兼ねていた。

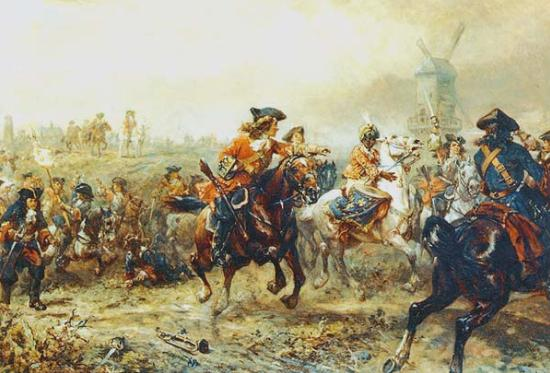
ラミイの戦い
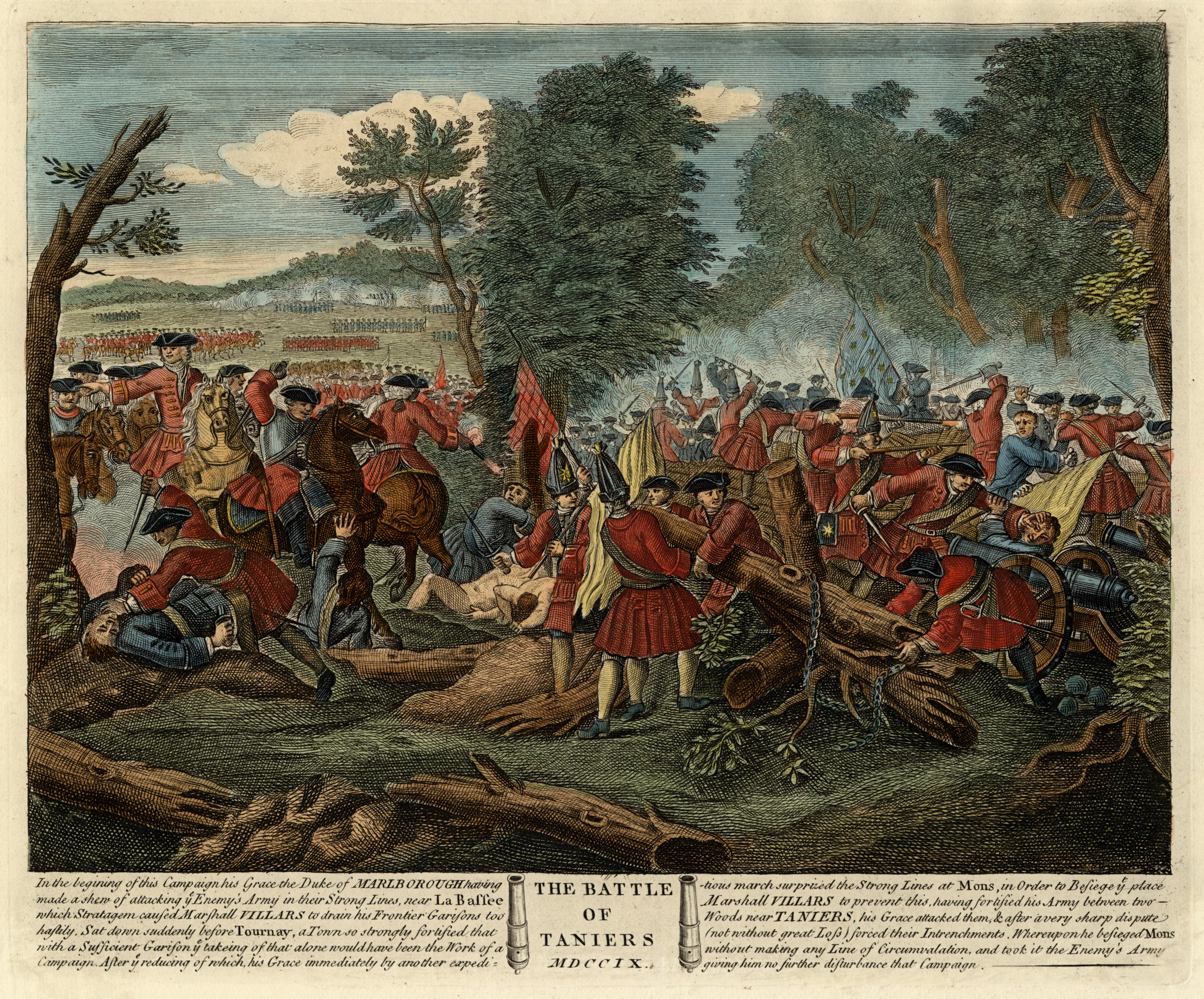
マルプラケの戦い

### ナポレオン戦争

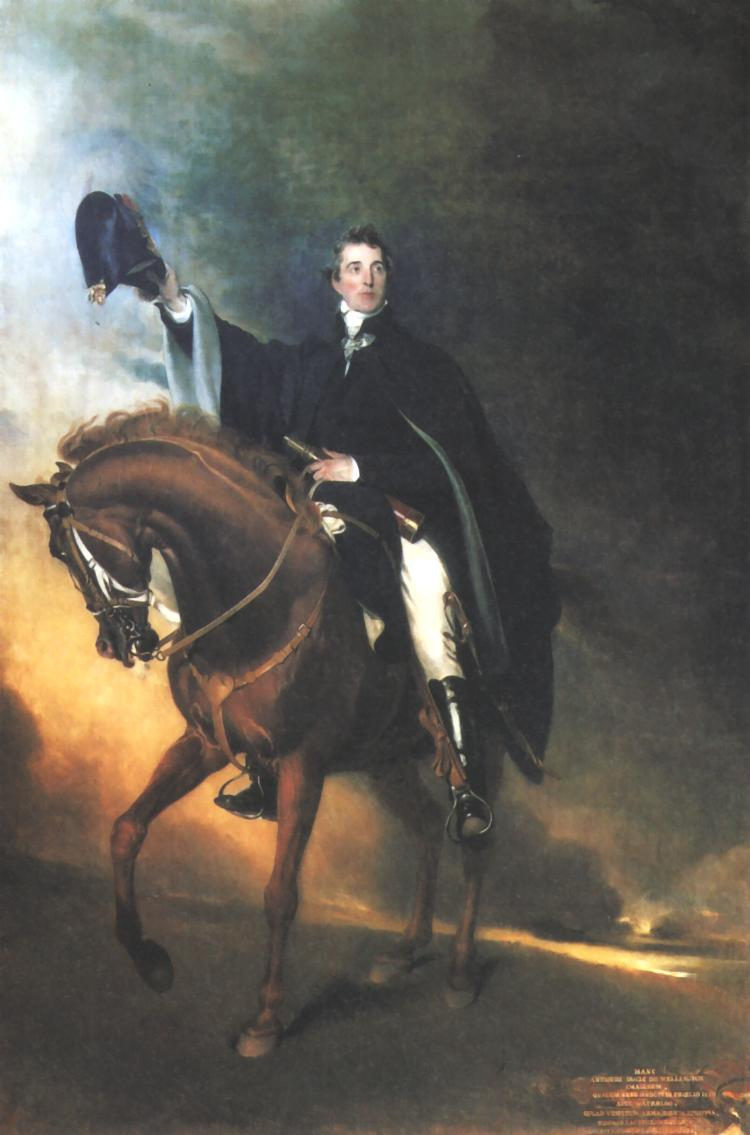
ワーテルローの戦いのウェリントン公

ナポレオン戦争では、近衛歩兵第一連隊は1893年にオランダへ2度派遣された。その後、1808年からはスペインへ派遣されてサー・ジョン・ムーア（John Moore）の下で半島戦争を戦った。そしてサー・ジョンの死後は、後に初代ウェリントン公爵にしてグレナディアガーズ連隊長となるアーサー・ウェルズリー将軍が後任となった。

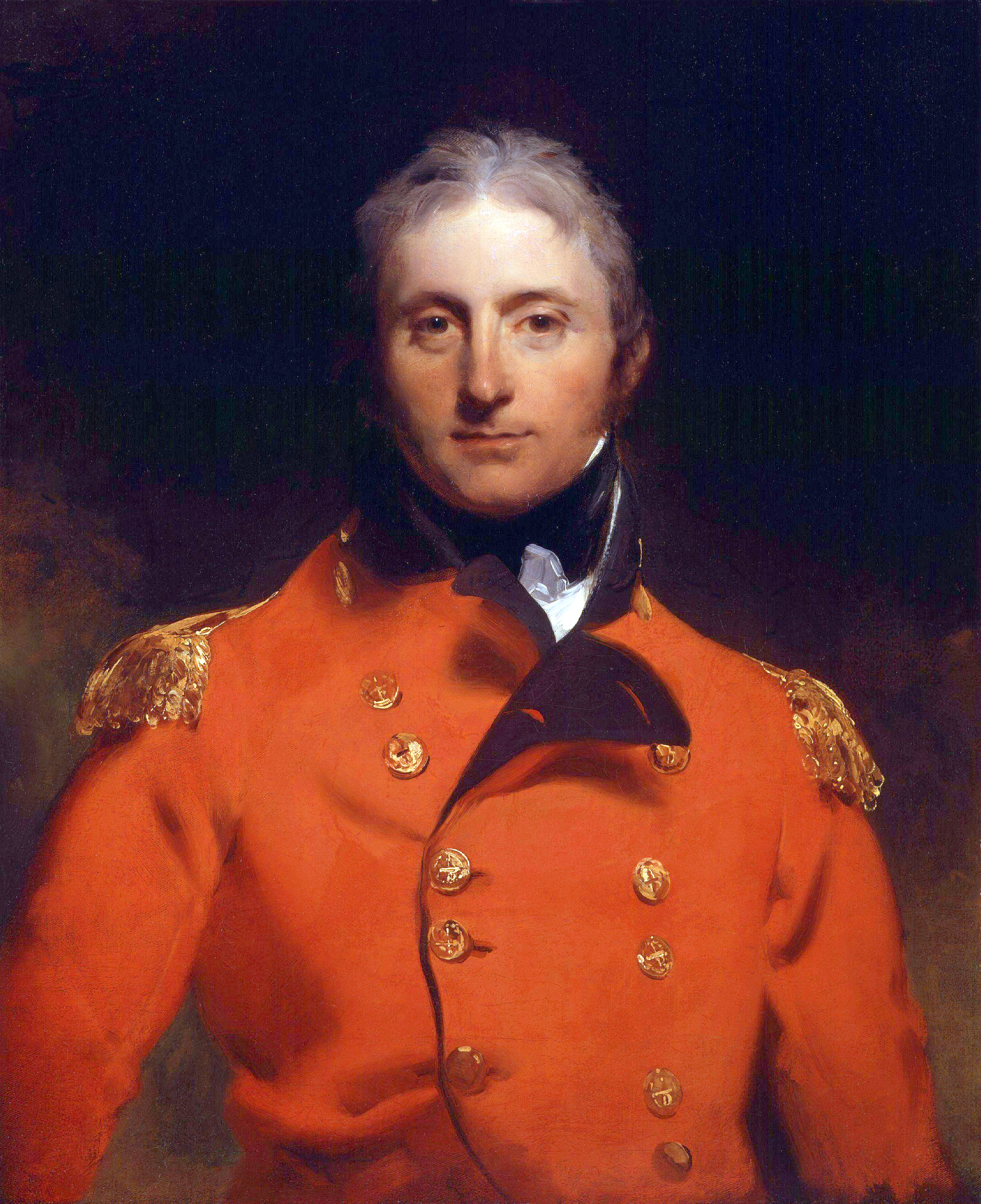
サー・ジョン・ムーア

#### ワーテルローの戦い

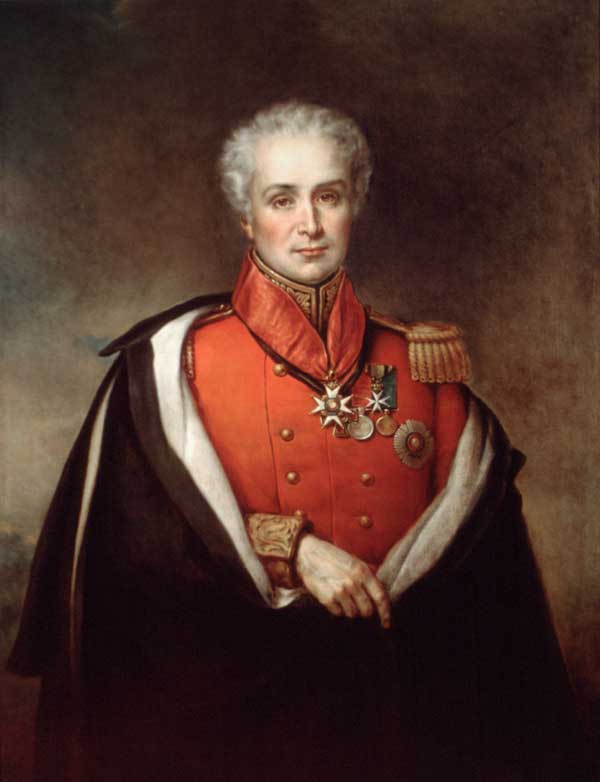
メイトランド将軍

ワーテルローの戦いの前哨戦である、カトル・ブラの戦い(Battle of Quatre Bras)に於ては第3大隊が大きな損害を受けた。1815年6月18日は早朝から、同盟軍右翼の防御拠点であるウーグモン館（Château d'Hougoumont）にナポレオン軍の激しい攻撃が加えられていた。そこを守っていたのは近衛歩兵第二連隊（コールドストリームガーズ）のジェームス・マクダネル中佐（James Macdonnell）が指揮する部隊であった。この守備隊には、近衛歩兵第二及び第三連隊（後のスコッツガーズ）の軽歩兵中隊と共に近衛歩兵第一連隊の軽歩兵中隊も分派されていた。そして、戦いが終わるまでこの城館を守り抜いた。
夕刻、同盟軍中央の防御拠点であるル・エイ・サント（La Haye Sainte）が陥落し、ナポレオンは切り札である皇帝近衛軍にウーグモン館とル・エイ・サントの間へ最後の攻撃を命じた。その時皇帝近衛軍の攻撃目標に位置していた第1旅団（メイトランド旅団）は、近衛歩兵第一連隊の第2及び第3大隊で編成された部隊であり、指揮官のペレグリン・メイトランド将軍（Peregrine Maitland）は同連隊の少尉から軍歴をスタートさせた人物であった。
攻撃を察知したウェリントン公はメイトランド旅団に合流し、旅団の兵士を稜線の背後に隠した。そして、先頭の皇帝近衛擲弾兵が稜線を越えた時、ウェリントン公はメイトランドへ反撃を命じた。メイトランド旅団は皇帝近衛擲弾歩兵連隊に一斉射撃を加え、これを撃退した。不敗神話を誇った古参近衛隊が敗退したことにより、皇帝近衛軍は総崩れとなり、ワーテルローの戦いの勝敗は決した。

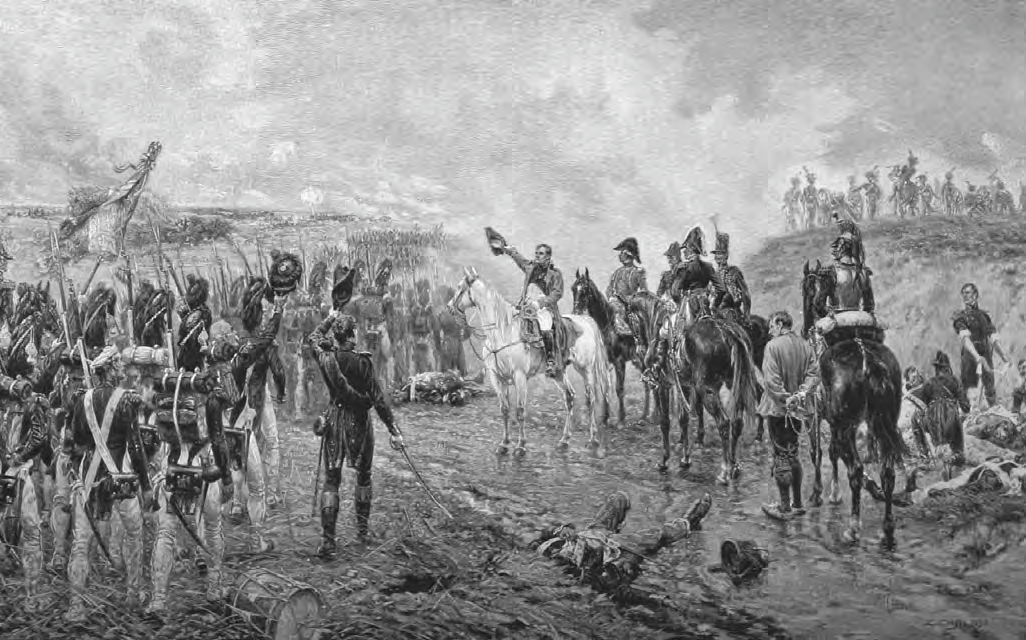
最後の突撃に臨む皇帝近衛軍。左が皇帝近衛擲弾歩兵連隊の兵士。
ワーテルローの戦いの両軍配置図。手前の青がフランス軍で赤がイギリス・オランダ連合軍、黒がプロイセン軍。左下の連合軍が突出している部分がウーグモン館で、フランス軍左翼のレイユ軍団が抑えられている。フランス軍最後方に控えていた皇帝近衛軍はウーグモン館の横を通ってメイトランド旅団の前面へ突撃し、撃破された。

### グレナディアガーズ

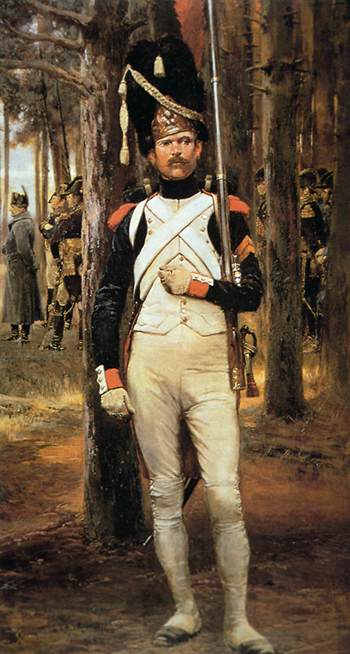
皇帝近衛擲弾歩兵連隊の兵士。

フランス大陸軍の最精鋭部隊とされていた皇帝近衛擲弾歩兵連隊を破ったこの日、連隊は”近衛歩兵第一又はグレナディア連隊”（1st or Grenadier Regiment of Foot Guards）となった。そして後日、擲弾を象った連隊徽章が制定され、擲弾兵の象徴であったベアスキン（熊皮帽）を連隊全員が着用するようになった。それに伴い、連隊の擲弾兵中隊は廃止されて全中隊が同一の編成となり、それまで擲弾兵中隊の行進曲だったブリティッシュ・グレナディアーズが連隊の速歩行進曲に制定された。
その後、コールドストリームガーズとスコッツガーズでも1831年からは全員がベアスキンを着用するようになり、現在では近衛歩兵の象徴となっている。
1850年代に行われた陸軍の服装改訂の際にグレナディアガーズの上着のボタンは等間隔に８個、帽子の羽根飾りは左側に白と定められた。そして、この服装は今日でも正装として衛兵勤務や公式な式典の際に使用されている。

近衛歩兵第一連隊の制服の変遷
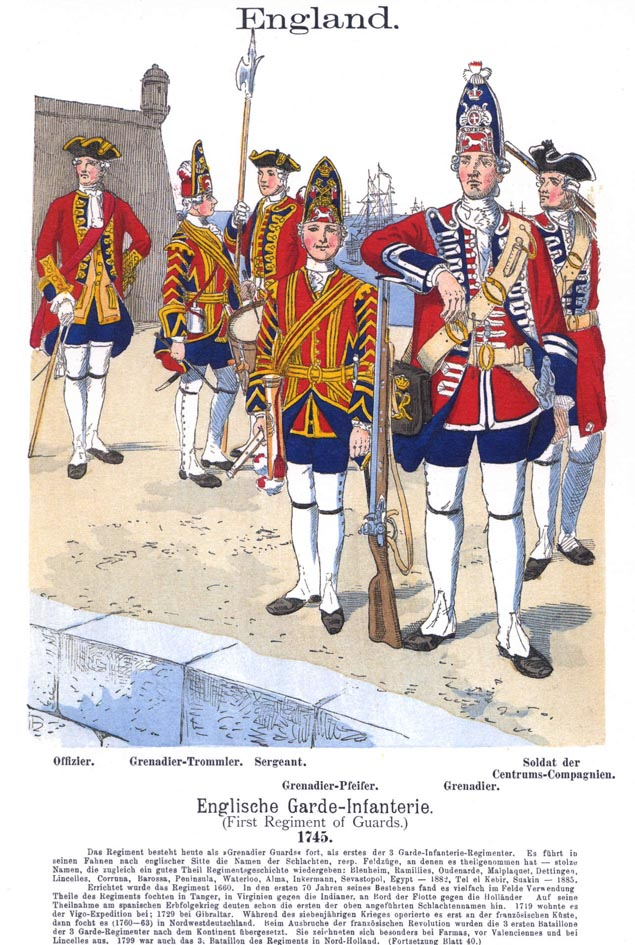
1745年。手前に擲弾兵中隊の兵士と鼓笛兵、左奥に将校と下士官、右端に一般中隊兵士。
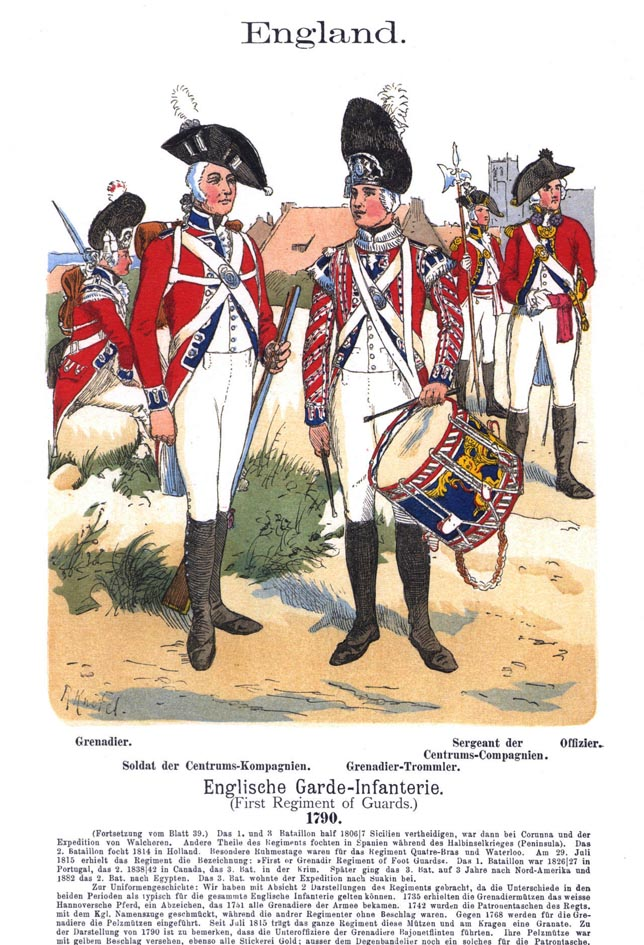
1790年。手前に擲弾兵中隊のドラム手と一般中隊の兵士、左に一般中隊の兵士、そして右奥に将校と下士官。
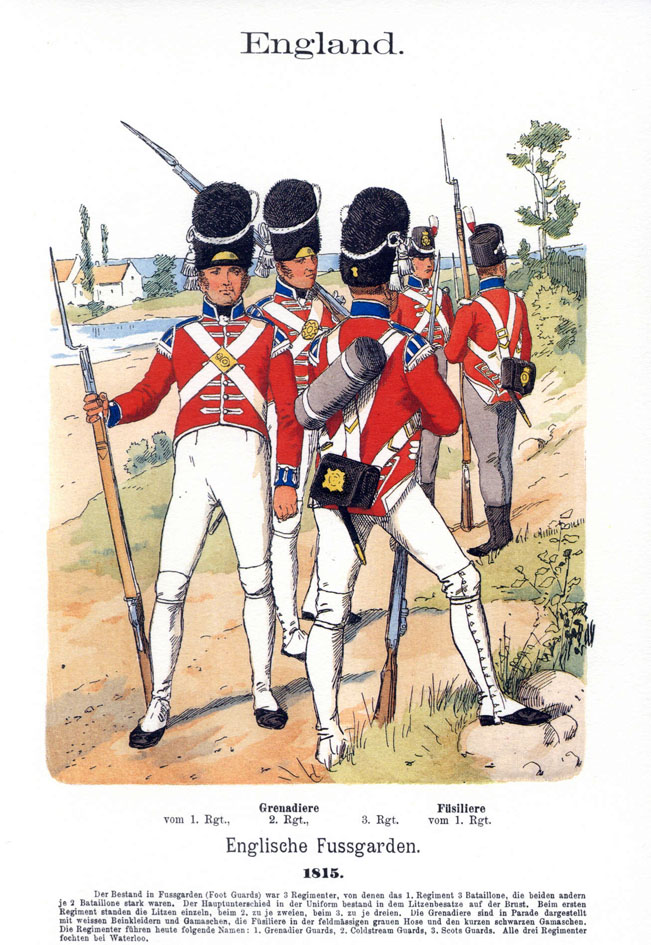
1815年。手前左から近衛歩兵第一、第二、第三連隊の擲弾兵。右奥に近衛歩兵第一連隊の一般中隊兵士。
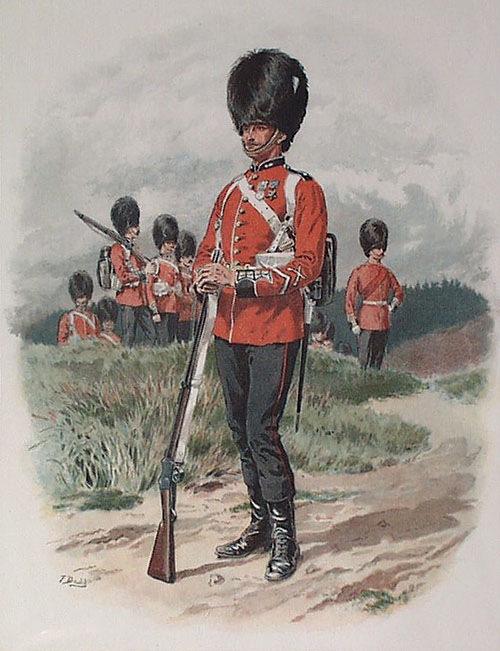
1889年。1850年代に行われた服装改訂後のグレナディアガーズの将校と兵士。擲弾兵中隊と一般中隊の区別が無くなっている。

### グレナディアガーズとネーデルラント
グレナディアガーズは連隊生誕の地であるブルッヘが所在するネーデルラント（低地地域）に於て数多くの激戦を経験してきた。1658年の砂丘の戦い（Battle of the Dunes）と1940年のダンケルクの戦いでは、共にフールネからダンケルクへ至る地域で圧倒的に不利な状況を戦った。
一方、現連隊名の由来ともなる輝かしい勝利を得たワーテルローの戦いもこの地域にあり、傘下の独立中隊である”ナイメーヘン中隊”は、連隊がこの地方で経験した戦いの一つであるマーケット・ガーデン作戦の激戦地から名付けられている。そのようなことから、グレナディアガーズの将兵は現在でも同地方の町や村々に親近感を持っている。

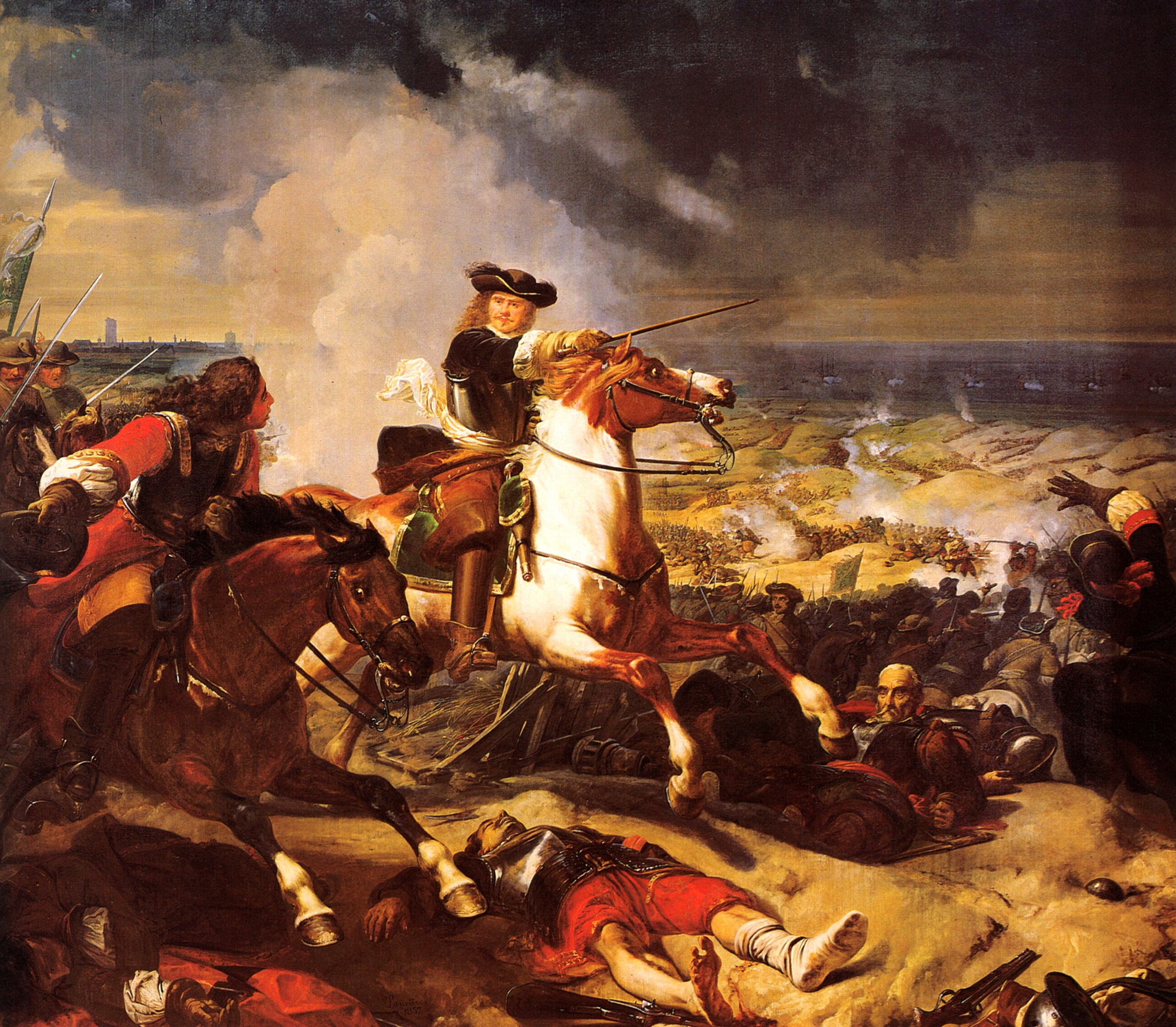
砂丘の戦い
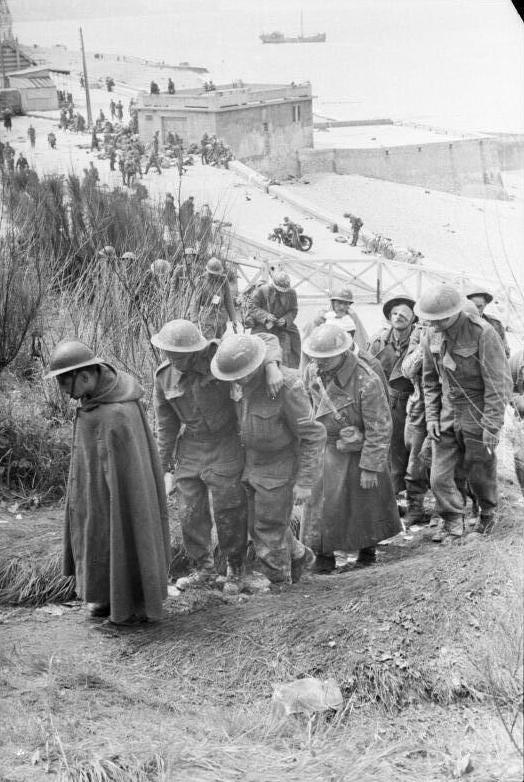
ダンケルクの戦いで捕虜となったイギリス兵。
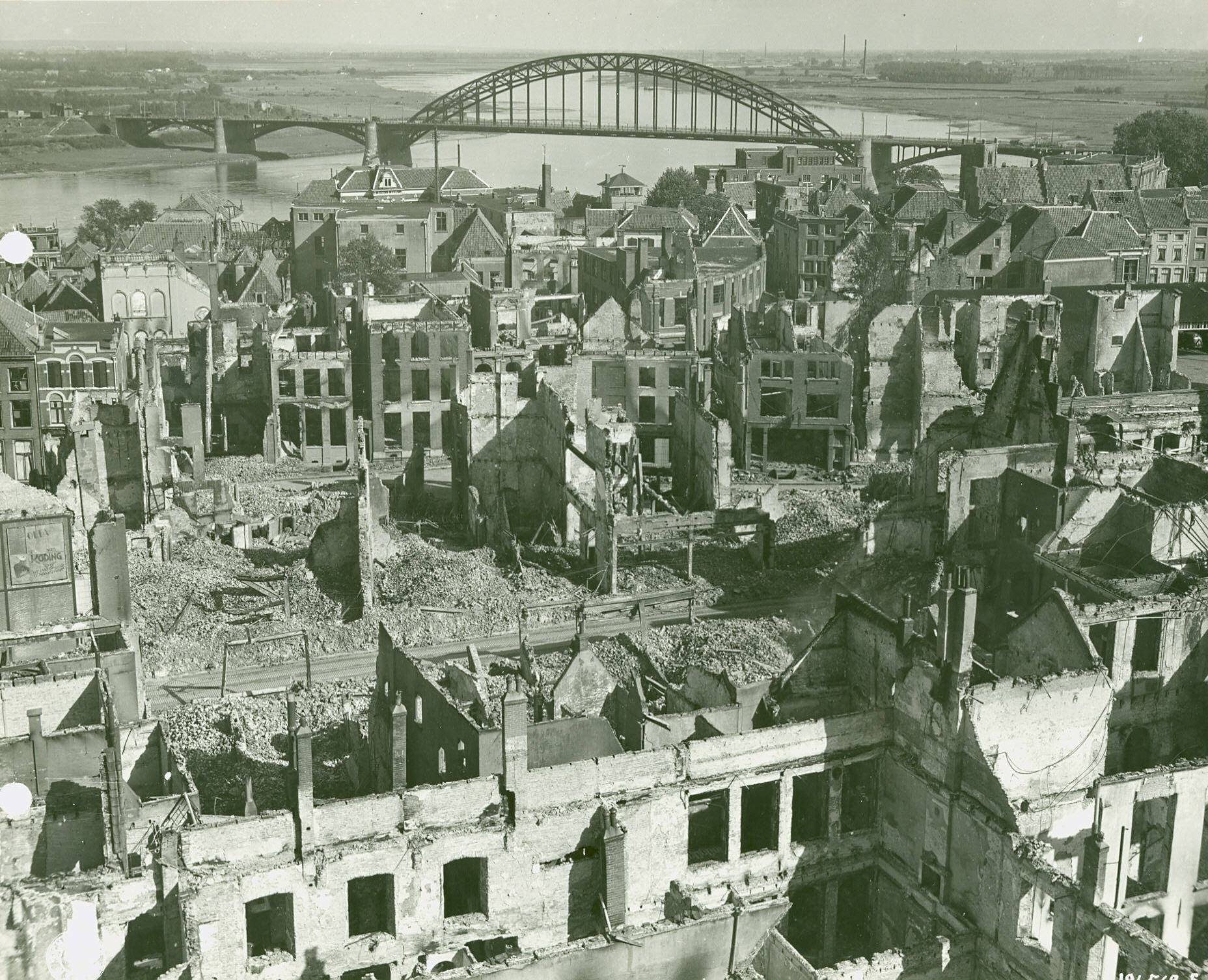
第二次世界大戦中のナイメーヘン。

## 編制

### 編制の沿革

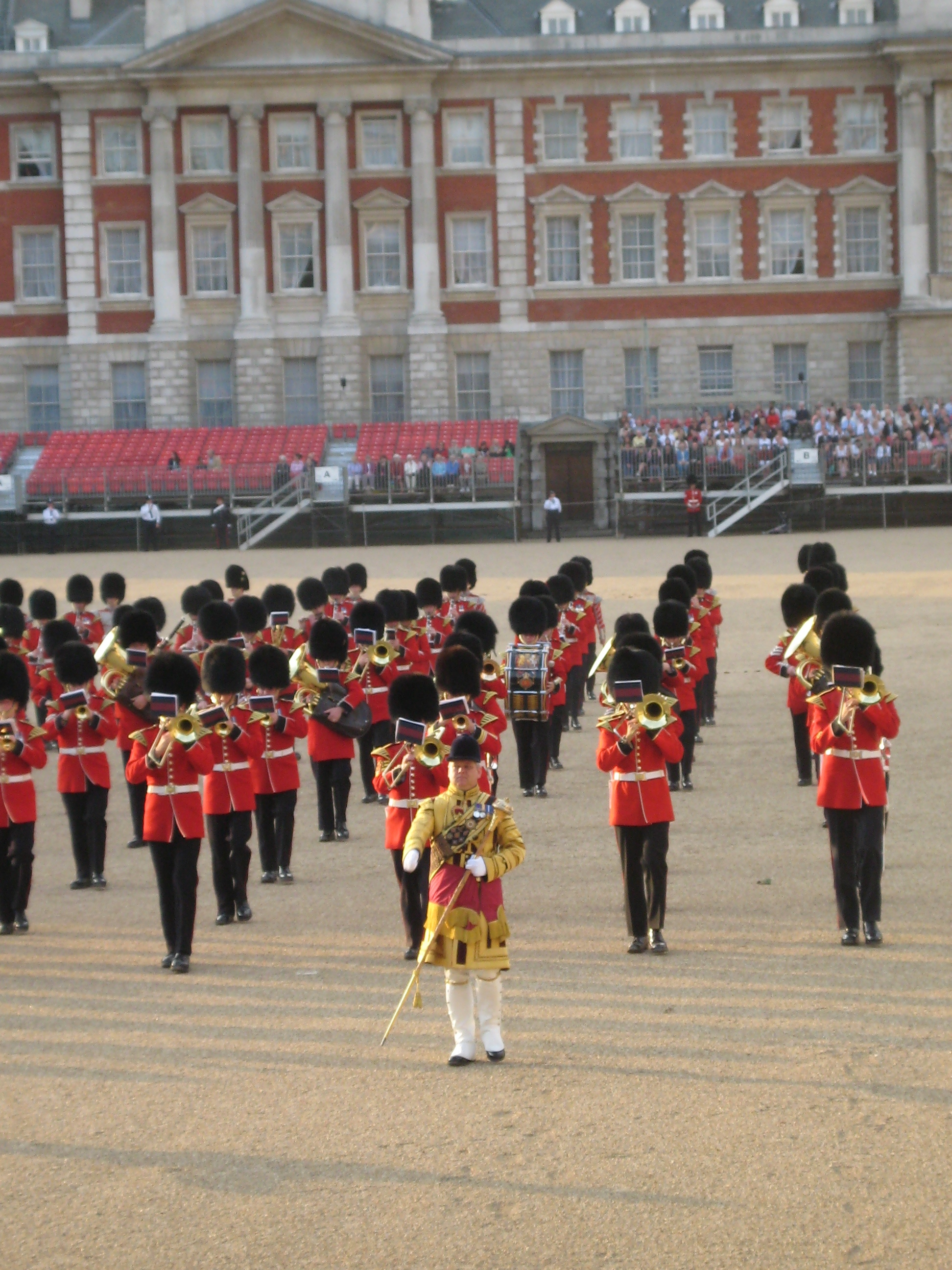
グレナディアガーズ軍楽隊

17世紀末以来、連隊は3個の大隊と軍楽隊から成っていたが、第一次世界大戦中には第4大隊が編成された。そして第二次世界大戦では、1940年に再び第4大隊が編成され、翌年には第5，第6が増設されていた。
クリミア戦争で活躍した第3大隊は戦後第1大隊に吸収され、インカーマン中隊となった。インカーマンの戦い（Battle of Inkerman）は連隊史でワーテルローの戦いと並ぶ重要な戦闘と位置づけられている、クリミア戦争で行われた激戦の一つである。
1993年から行われたイギリス陸軍の縮小により、1994年には第2大隊が活動休止とされ、代わりに独立中隊としてナイメーヘン中隊が作られた。
また同年、イギリス陸軍の各連隊に置かれていた軍楽隊が分離され、陸軍音楽学校を母体として編成された陸軍音楽軍団（Corps of Army Music）の下に編入された。そのため、現在ではグレナディアガーズ軍楽隊（Band of the Grenadier Guards）もグレナディアガーズ連隊ではなく、陸軍音楽軍団の傘下にある。

### 連隊本部

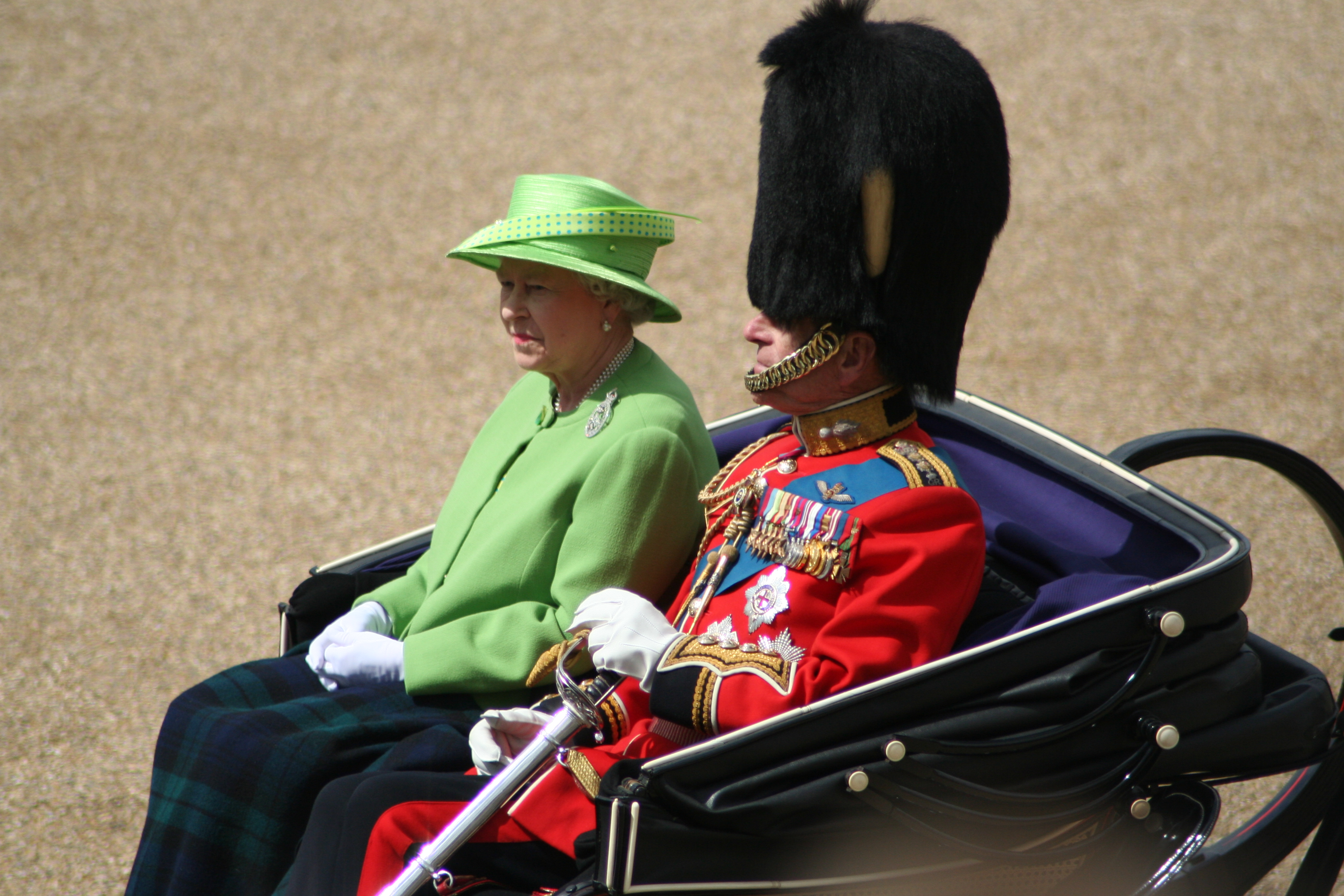
2007年トゥルーピング・ザ・カラーで閲兵するカーネル・イン・チーフのエリザベス2世とグレナディアガーズの制服を着た連隊長のエディンバラ公。

連隊本部はバッキンガム宮殿の向かいにあるウェリントン・バラックス（Wellington Barracks）にある。連隊のカーネル・イン・チーフ（Colonel in Chief）には歴代君主が就任している。名誉職の連隊長（Colonel of the Regiment）は陸軍の将官又は王族が務めることになっており、2017年にエディンバラ公が退任した後はエリザベス2世の第2王子ヨーク公爵アンドルー王子がその地位にあったが、彼を被告とする児童買春の民事訴訟が受理されたことにともなって2022年1月13日に辞任しており、連隊長位は一時的に空席となった。ちなみに、エリザベス2世女王も戴冠以前の1942年、15歳にして名誉連隊長を預かった経験を持つ。

### 第1大隊
第一大隊は3個のライフル中隊及び支援中隊（偵察小隊、対戦車小隊、迫撃砲小隊、狙撃小隊で構成）、そして本部中隊の計5個中隊から成る実戦部隊であり、現在でも度々イラクやアフガニスタンへ派遣されている。

### ナイメーヘン中隊
ナイメーヘン中隊は旧第2大隊の軍旗と伝統を継承している独立中隊であり、ロンドンに常駐して衛兵・儀仗任務を行なう。また、グレナディアガーズに入隊した新兵は、ナイメーヘン中隊に於て基礎訓練及び第1大隊での実戦任務に向けた訓練を受ける。

式典に於けるグレナディアガーズ
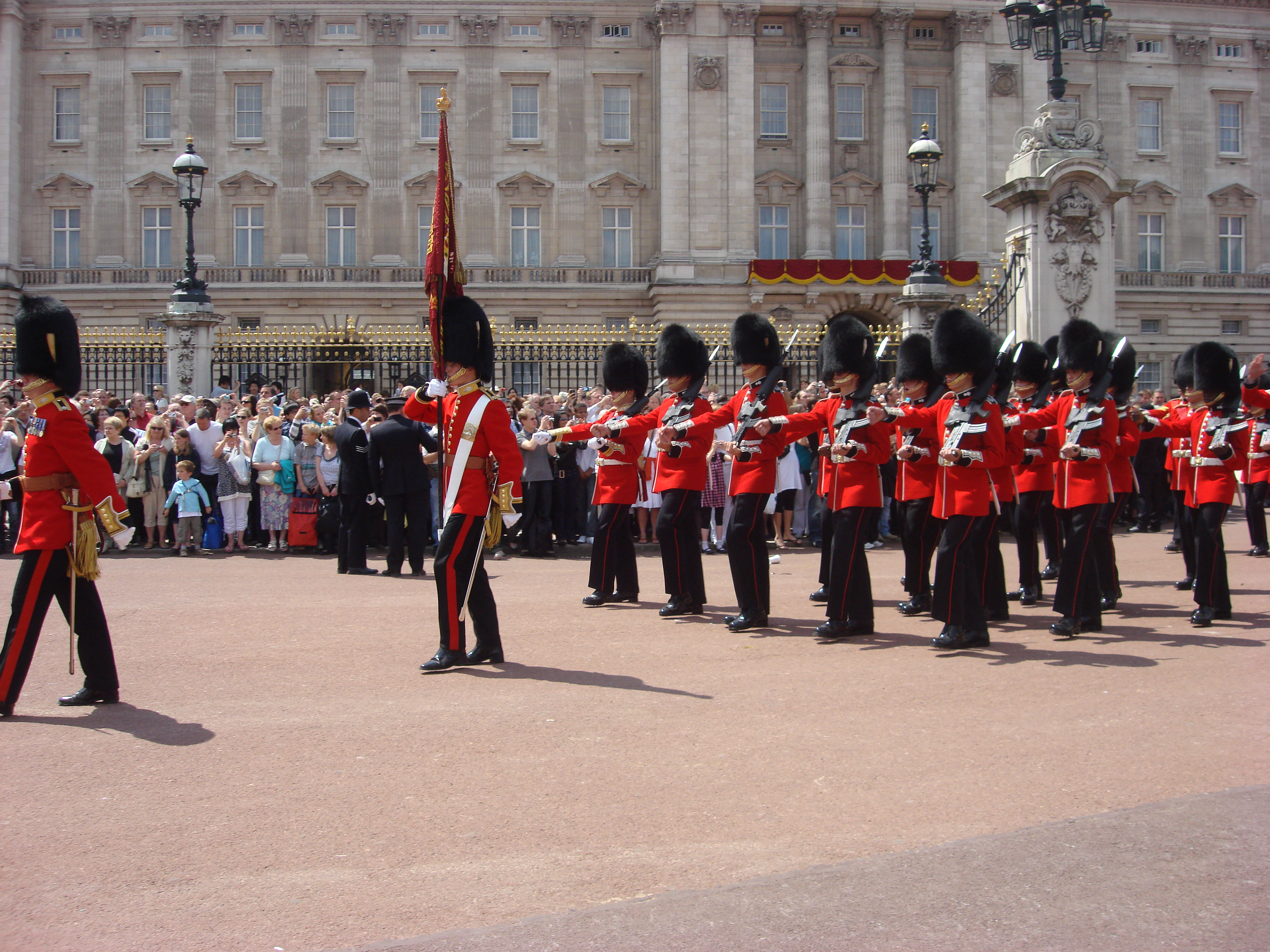
バッキンガム宮殿前を行進するグレナディアガーズ。
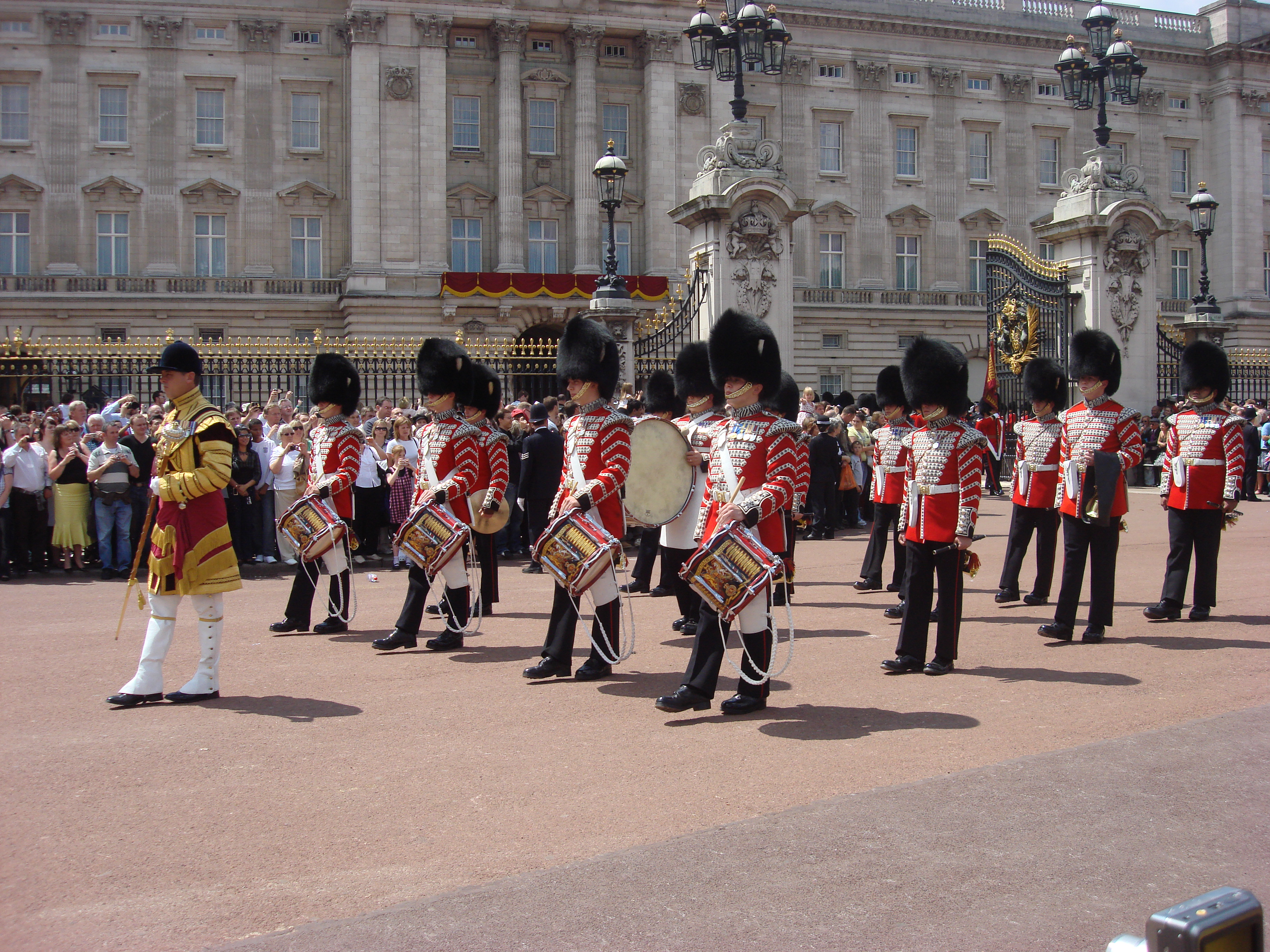
バッキンガム宮殿前を行進するグレナディアガーズドラム隊。

## 参考資料

### 書籍
- W Y Carman; Richard Simkin (1985). Richard Simkin's Uniforms of the British Army : Infantry, Royal Artillery, Royal Engineers and other corps. Exeter, England: Webb & Bower. ISBN 978-0-86350-031-2.
- David Griffin (1985). Encyclopaedia of modern British Army regiments. Wellingborough: P. Stephens. ISBN 978-0-85059-708-0.
- Michael Barthorp,New Orchard Editions by Poole, Dorset (1982). British infantry uniforms since 1660. New York, N.Y.: Distributed by Sterling Pub. Co.. ISBN 978-1-85079-009-9.
- Mike Chappell (1987). The British Army in the 1980s. London: Osprey Pub.. ISBN 978-0-85045-796-4.
- Simon Dunstan (1996). The Guards : Britain's houshold division. London: Windrow & Greene. ISBN 978-1-85915-062-7.
- W Skilton (1992). BRITISH MILITARY BAND UNIFORMS The Household Division. Leicester: Midland Pub.. ISBN 978-1-85780-007-4.
- Mike Chappel (1980). British infantry equipments, 1908-80. London: Osprey. ISBN 978-0-85045-374-4.
- 森護 『英国王室史事典-Historical encyclopaedia of Royal Britain-』 大修館書店、1994年7月。ISBN 4469012408。
- 打木城太郎 訳『衛兵の交代-衛兵の交替とその他の儀式-』(株)アイエム、1978年。ISBN 978-0-7188-2334-4。
- 石井理恵子，横山明美 『英国男子制服コレクション-British male uniform collection-』 新紀元社、2009年8月。ISBN 9784775307403。
- Philip J Haythornthwaite; William Younghusband; Martin Windrow (1993). Nelson's navy : text by Philip Haythornthwaite. London: Osprey. ISBN 978-1-85532-334-6.

### 外部サイト
- 連隊公式サイトの連隊史